# Die Liebe seines Lebens
Die Liebe seines Lebens (Originaltitel: The Railway Man) ist ein britisch-australischer Kriegsfilm von Jonathan Teplitzky aus dem Jahr 2013 mit Colin Firth, Jeremy Irvine, Nicole Kidman und Hiroyuki Sanada in den Hauptrollen. Der Film basiert auf der Autobiografie „The Railway Man“ von Eric Lomax.
Während der Film in den Vereinigten Staaten schon Ende 2013 veröffentlicht wurde, lief er in Deutschland erst am 25. Juni 2015 an.

## Handlung
Während des Zweiten Weltkriegs wird der britische Offizier Eric Lomax von den Japanern erst gefangen genommen und anschließend in ein Kriegsgefangenenlager gebracht, wo er gezwungen wird, bei der Thailand-Burma-Eisenbahn nördlich der Malaiischen Halbinsel zu arbeiten. Während seines Aufenthalts im Lager wird Lomax von den Kempeitai gefoltert, weil er einen Funkempfänger gebaut hat, mit dem die Gefangenen Nachrichten der BBC hören können. Die Folterknechte verprügeln ihn und pressen Wasser mit einem Schlauch in seinen Mund, bis er fast ertrinkt.
Im Jahr 1980 lernt Lomax während einer Zugfahrt Patti kennen, die er kurz darauf heiratet. Die Ehe scheitert beinahe, weil Lomax immer noch an einem psychischen Trauma aus der Kriegszeit leidet. Seine Frau Patti will ihm helfen, nachdem Lomax’ Freund Finlay ihr von den grauenhaften Leiden im Lager berichtet hat. Erst als Finlay Selbstmord begeht, entscheidet Lomax sich, einen seiner noch lebenden Peiniger namens Takashi Nagase aufzusuchen und ihn mit seiner Vergangenheit zu konfrontieren. 
Er reist nach Thailand, wo Nagase den ehemaligen Folterort als Museum betreibt. Beide sitzen am Tisch, doch diesmal stellt Lomax die Fragen. Die Situation spitzt sich zu, als Lomax Nagases Arm in eine Vorrichtung zum Knochenbrechen legt. Doch Lomax schlägt mit dem Knüppel neben Nagases Arm und verschont ihn. Der Japaner erzählt, die militärische Führung Japans habe sie im Krieg belogen. Lomax habe nie aufgegeben und ihnen die Wahrheit gesagt. 
Wieder in Schottland erhält Lomax von Nagase einen Brief, in dem dieser ihn um Verzeihung für seine Taten bittet. Lomax reist erneut nach Thailand, diesmal mit seiner Frau Patti. Diese wird Zeugin, als Lomax Nagase verzeiht.
Eine Tafel am Ende des Films informiert die Zuschauer, dass Lomax und Nagase bis zu ihrem Lebensende Freunde waren.

## Produktion
Während Frank Cottrell Boyce am Drehbuch arbeitete, reiste er mit Hauptdarsteller Firth nach Berwick-upon-Tweed in Northumberland, um dort den inzwischen 91-jährigen Eric Lomax zu treffen.
Für die Rolle von Lomax’ Frau Patti war ursprünglich Rachel Weisz vorgesehen. Diese musste allerdings aufgrund von Terminproblemen absagen.
Die Dreharbeiten zum Film begannen im April 2012 in Edinburgh und North Berwick in East Lothian und St Monans in Fife und wurden später in Thailand, Ipswich und Queensland fortgesetzt.

## Rezeption

### Bewertung
Der Rezensions-Aggregator Rotten Tomatoes berechnet für Die Liebe seines Lebens eine durchschnittliche Wertung von 67 Prozent, basierend auf 112 Bewertungen. In der Zusammenfassung der Kritiker heißt es: „Der stark unterschätzte Film Die Liebe seines Lebens überstrahlt sein mitunter etwas schwerfälliges Tempo mithilfe einer berührenden faktenbasierten Geschichte und durch die stille Chemie seiner Hauptdarsteller“. Auf Metacritic erhielt der Film 59 von 100 Punkten auf der Basis von 33 Kritiken, was auf gemischte Bewertungen hindeutet. Firth, Kidman und Irvine wurden durchweg gelobt, ihre Darbietungen als „meisterhaft“, „äußerst glaubwürdig“, „brillant“ und „überzeugend“ beschrieben. Besonders ihre Darstellung der individuellen Traumata und der daraus resultierten Mischung aus Trauer, Scham und Hass wurde positiv hervorgehoben. Negativ fiel dagegen die zu glatte Verbindung von Trauma und Läuterung auf.

### Auszeichnungen
- AACTA Awards 2015[11][12]
  - Bester Film (Chris Brown, Bill Curbishley, Andy Paterson): nominiert
  - Beste Buchverfilmung (Andy Paterson, Frank Cottrell Boyce): gewonnen
  - Beste Kameraführung (Garry Phillips): nominiert
  - Beste Filmmusik (David Hirschfelder): gewonnen
  - Bester Ton (Gethin Creagh, Colin Nicolson, Andrew Plain, Craig Walmsley): nominiert
  - Beste Kostüme (Lizzy Gardiner): nominiert

- ACS Awards 2015
  - Mill Award for Cinematographer of the Year (Garry Phillips): gewonnen
  - Golden Tripod (Garry Phillips): gewonnen

- ASE Awards 2014
  - Bester Schnitt (Martin Connor): nominiert

- FCCA Awards 2014
  - Bester Film (Chris Brown, Bill Curbishley, Andy Paterson): nominiert
  - Bestes Drehbuch (Andy Paterson, Frank Cottrell Boyce): gewonnen
  - Bester Darsteller (Colin Firth): nominiert
  - Beste Darstellerin (Nicole Kidman): nominiert
  - Bester Schnitt (Martin Connor): nominiert
  - Bestes Production Design (Steven Jones-Evans): nominiert

- Saturn Awards 2015
  - Bester Internationaler Film: nominiert

### Einnahmen
Der Film nahm 4.415.429 US-Dollar innerhalb und 17.882.455 US-Dollar außerhalb der Vereinigten Staaten ein. Das Einspielergebnis betrug somit insgesamt 22.297.884 US-Dollar.